# Arsenura sylla
Arsenura sylla là một loài bướm đêm thuộc họ Saturniidae. Nó được tìm thấy ở Venezuela phía nam đến Mato Grosso, Brasil và then phía tây đến Bolivia.
Đây là loài lớn.

## Phụ loài
- Arsenura sylla sylla
- Arsenura sylla niepelti (miền tây Colombia, Costa Rica, Ecuador)

## Hình ảnh

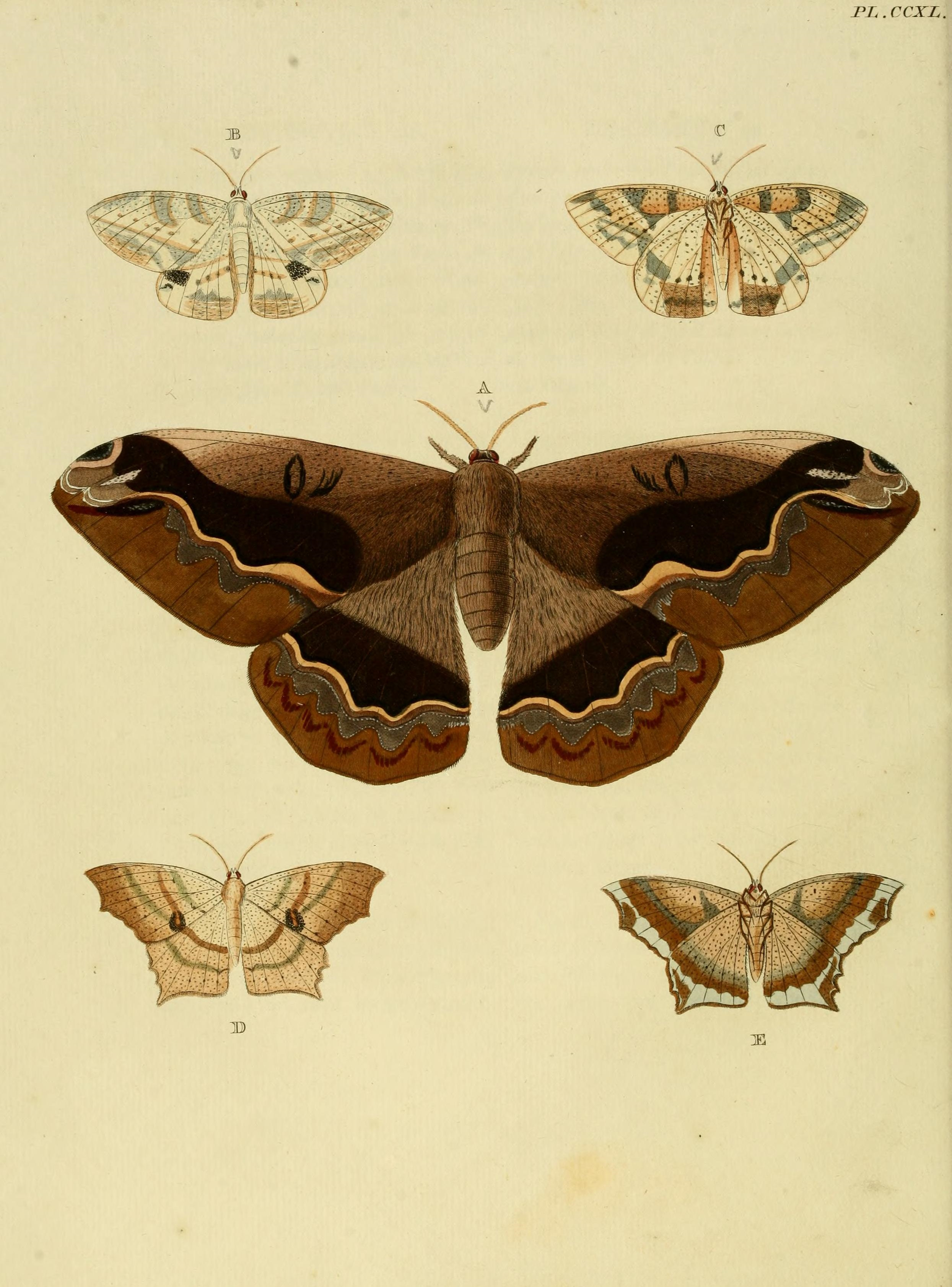